# Aarón Ñiguez
Aarón Ñíguez Esclapez (Elche, 26. travnja 1989.), poznatiji kao Aarón, bivši je španjolski nogometaš. Njegov brat, Jona, je također nogometaš.

## Klupska karijera
Produkt je Valencijinih mlađih uzrasta, a za prvu momčad Valencije debitirao je je 5. prosinca 2006., protiv Rome u UEFA Ligi prvaka. Ušao je kao zamjena i odigrao 27 minuta u porazu od 1:0. 
Nakon početka sezone 2007./08. otišao je na posudbu u Xerez CD koji igra drugoj ligi, a siječanjskom prijelaznom roku odlazi igrati u Iraklisa. Svoj prvi pogodak za Iraklis postigao je 16. ožujka 2008., iz jedanaesterca, u pobjedi od 1:0 protiv Panioniosa. 
U ljetnom prijelaznom roku odlazi na dvogodišnju posudbu u Škotsku, gdje će igrati za momčad Rangersa.

## Vanjske poveznice
- Statistika Aaróna Ñígueza  Arhivirana inačica izvorne stranice od 2. veljače 2009. (Wayback Machine)
- Profil na FootballDatabase.com